# Roland Corporation
Roland Corporation (яп. ローランド株式会社 Ро:рандо кабусики-гайся, «акционерное товарищество Роланд») — японская компания, производящая электронные музыкальные инструменты, а также музыкальное программное обеспечение.
Компанию основал Икутаро Какэхаси 18 апреля 1972 года в Осаке с капиталом 33 млн иен. В 2005 году офис фирмы перенесён в Хамамацу.
Фабрики компании расположены в Китае, Японии, США, Италии и на Тайване. Помимо бренда Roland, продукция реализуется под торговыми марками Edirol (персональные интерфейсы для звукозаписи), Boss (гитарная обработка), Rodgers (цифровые органы) и Cakewalk (программные средства для любительской и профессиональной звукозаписи), некоторое время компании принадлежала марка электропиано Rhodes.
Имеет листинг на Токийской фондовой бирже. Президент (с 2005 года) — Хидекацу Танака.

## Предыстория
Основатель компании Икутаро Какэхаси родился в Осаке в 1930 году, окончив техническую школу Нисинода сразу после Второй мировой войны, планировал продолжить образование, однако по ряду причин был вынужден переехать в Такатихо (префектура Миядзаки), где научился ремонтировать часы и открыл собственную мастерскую Kakehashi Watch Shop. Серьёзно заболев туберкулезом легких, провёл 4 года в клинике, где, чтобы скоротать время, учил товарищей по палате чинить часы и собирать радиоприёмники. Выйдя из клиники в 1954 году, открыл розничный магазин бытовой электроники Kakehashi Radio Shop в Фуминосато (округ Абено, Осака), который вскоре сменил название на Ace Electrical, наконец, в 1960 году было принято решение о перепрофилировании компании на производство электронных органов и смене названия на Ace Electronic Industries.
Первый электроорган, лично собранный Какэхаси, продать так и не удалось. Тогда, по предложению президента инвестиционной компании Sakata Shokai, основного акционера Ace Electronic Industries, был заключен контракт с брендом National (принадлежавший корпорации Matsushita Electric) по совместному созданию и продвижению электрооргана National SX-601. Поскольку контракт подразумевал реализацию через общеяпонскую сеть магазинов National, фабрика Какэхаси смогла получить хороший стартовый заказ и развить производственные мощности для серийного производства электроорганов — что, в свою очередь, позволило организовать в 1970 году совместное производство с компанией Hammond (Лоуренса Хаммонда), создав (вместе с фирмой Sakata Shokai) совместное предприятие Hammond International Japan. Также компания была распространителем продукции Hammond на территории Японии; рост продаж позволил компании переехать в город Хамамацу, где была построена новая большая фабрика.
Одним из ключевых факторов популярности органов Hammond International Japan стала ритм-машина, разработанная Ace Electronic. Это устройство, позволявшее исполнителю играть в сопровождении партии ударных, можно было использовать отдельно или встраивать в корпус органа. Первая ритм-машина от Ace Electronic имитировала звуки перкуссии при нажатии на кнопки. В 1967 году на международной торговой ярмарке в Гамбурге была представлена автоматическая ритм-машина Ace FR-1. Интерес к новинке в Европе оказался настолько велик, что в итоге Ace Electronic была привлечена к разработке прототипа нового органа от Hammond со встроенной ритм-машиной от компании Ace. Орган получился очень удачным, а ритм-машина Ace FR-1 стала первым продуктом, получившим признание в США.

### Создание Roland
В 1972 году компания Sakata Shokai, основной акционер Ace Electronic Industries, потерпела значительные убытки и была выкуплена корпорацией Sumitomo Chemical. Какэхаси постоянно конфликтовал с новыми акционерами по вопросам менеджмента; в конце концов, он решил расстаться со своей компанией и основать новый бренд — по соображениям выбора первой буквы (для кодового обозначения производителя музыкальных инструментов используется первая буква и нужна была не занятая) и благозвучия на всех основных языках мира было выбрано название торговой марки Roland. Работы по созданию фирменного логотипа, бланков и другой атрибутики выполнил дизайнер Такудзи Томита, работавший в компании ещё со времён Ace Electronic, логотип и фирменный стиль сохранены по состоянию на начало 2010-х годов.

## Разработки
В 1970-х — 1980-х годах компания Roland стала одним из признанных мировых лидеров в области разработки и производства электронных музыкальных инструментов и контроллеров. Среди наиболее удачных разработок — драм-машины CR-78, TR-808 и TR-909, басовый синтезатор TB-303, полифонические синтезаторы серий Juno/Jupiter, цифровой синтезатор D-50 с уникальной гибридной системой синтеза (семплированная атака + FM), рабочие станции серий XP/Fantom, серия гитарных синтезаторов GR-500/55, гитарный усилитель JC-120, семейство наплечных MIDI-контроллеров AX-1/AX-7. Даже в 2010-е годы в компьютерных системах звукозаписи можно встретить MIDI-интерфейс Roland MPU-401, созданный в 1984 году. Компания приняла значительное участие в расширении возможностей стандарта MIDI — в частности, именно Roland создала первый в мире General MIDI (GM) совместимый звуковой модуль Sound Canvas 55 (1991 год); также ей принадлежат права на расширенный протокол MIDI GS (General Standard). Разработки компании играют значительную роль на рынке виртуальных инструментов — в частности, именно синтезаторы TB-303/TR-808/TR-909 были реализованы в составе программного рэка Propellerhead ReBirth.
Разработки компании в начале XXI века в основном сфокусированы в двух областях — во-первых, это создание профессиональных цифровых музыкальных инструментов серии «V» (Virtual). В инструментах данной серии используются сложные математические модели реальных физических процессов, происходящих внутри акустических музыкальных инструментов. В данной серии выпущены ударные установки (серия V-Drums), аккордеоны и баяны (V-Accordeon), фортепиано и рояли (V-Piano). Вторая область разработки — создание универсальных инструментов и других продуктов (в том числе компьютерных программ, аксессуаров, программ для iPad и iPhone), ориентированных на музыкантов-любителей и бытовое применение.